# Platon Letjitskij

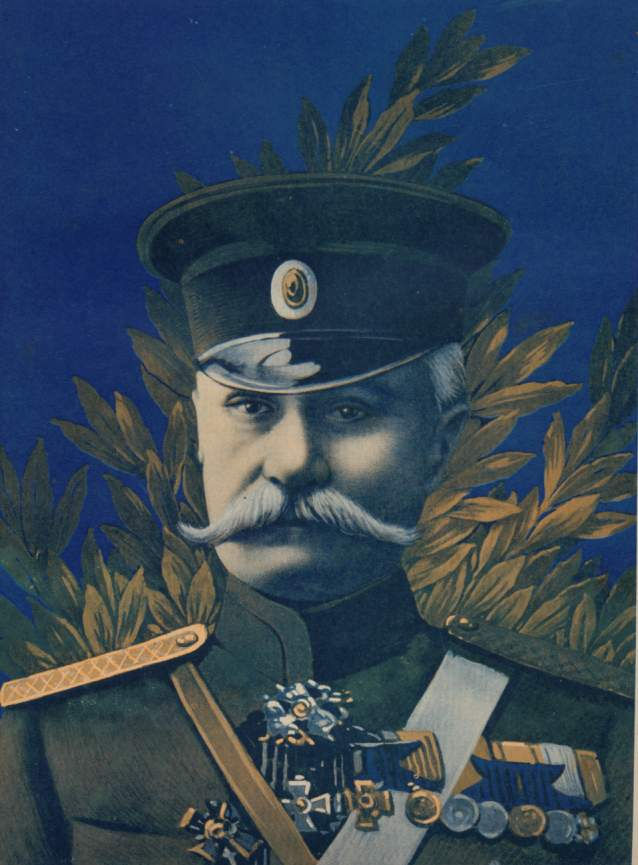
Platon Letjitskij.

Platon Aleksejevitj Letjitskij (ryska: Платон Алексеевич Лечицкий), född 18 november 1856, död 18 februari 1921 i Moskva, var en rysk militär.
Letjitskij blev officer vid infanteriet 1881, överste 1900, regementschef 1902, deltog som sådan i rysk-japanska kriget 1904–05, blev generalmajor och brigadchef 1905, divisionschef 1906 och chef för 18:e armékåren (Sankt Petersburg) 1908, generallöjtnant 1909 och chef för militärdistriktet Amur 1911. 
Vid första världskrigets utbrott fick han befälet över nionde armén (till en början strategisk reserv i Sankt Petersburg), som han förde i Polen 1914, i Galizien och Bukovina, vilket han erövrade under Aleksej Brusilovs första offensiv, 1915–16 och i Rumänien 1917. I samband med februarirevolutionen samma år entledigades han från armébefälet.